# Županova jama
Županova jama este o arie protejată (arie specială de conservare — SAC, sit de importanță comunitară — SCI) din Slovenia întinsă pe o suprafață de 3,09 ha, integral pe uscat.

## Localizare
Centrul sitului Županova jama este situat la coordonatele 45°54′47″N 14°38′16″E / 45.9131°N 14.6377°E.

## Înființare
Situl Županova jama a fost declarat sit de importanță comunitară în aprilie 2004 pentru a proteja 2 specii de animale. Situl a fost protejat și ca arie specială de conservare în februarie 2012.

## Biodiversitate
Situată în ecoregiunea continentală, aria protejată nu include niciun habitat protejat.
La baza desemnării sitului se află mai multe specii protejate:
- mamifere (1): liliacul mic cu potcoavă (Rhinolophus hipposideros)
- nevertebrate (1): Leptodirus hochenwartii